# Artistique-Europameisterschaft 1962

Logo CEB (ausrichtender Verband)

Veranstaltungsort: Murcia

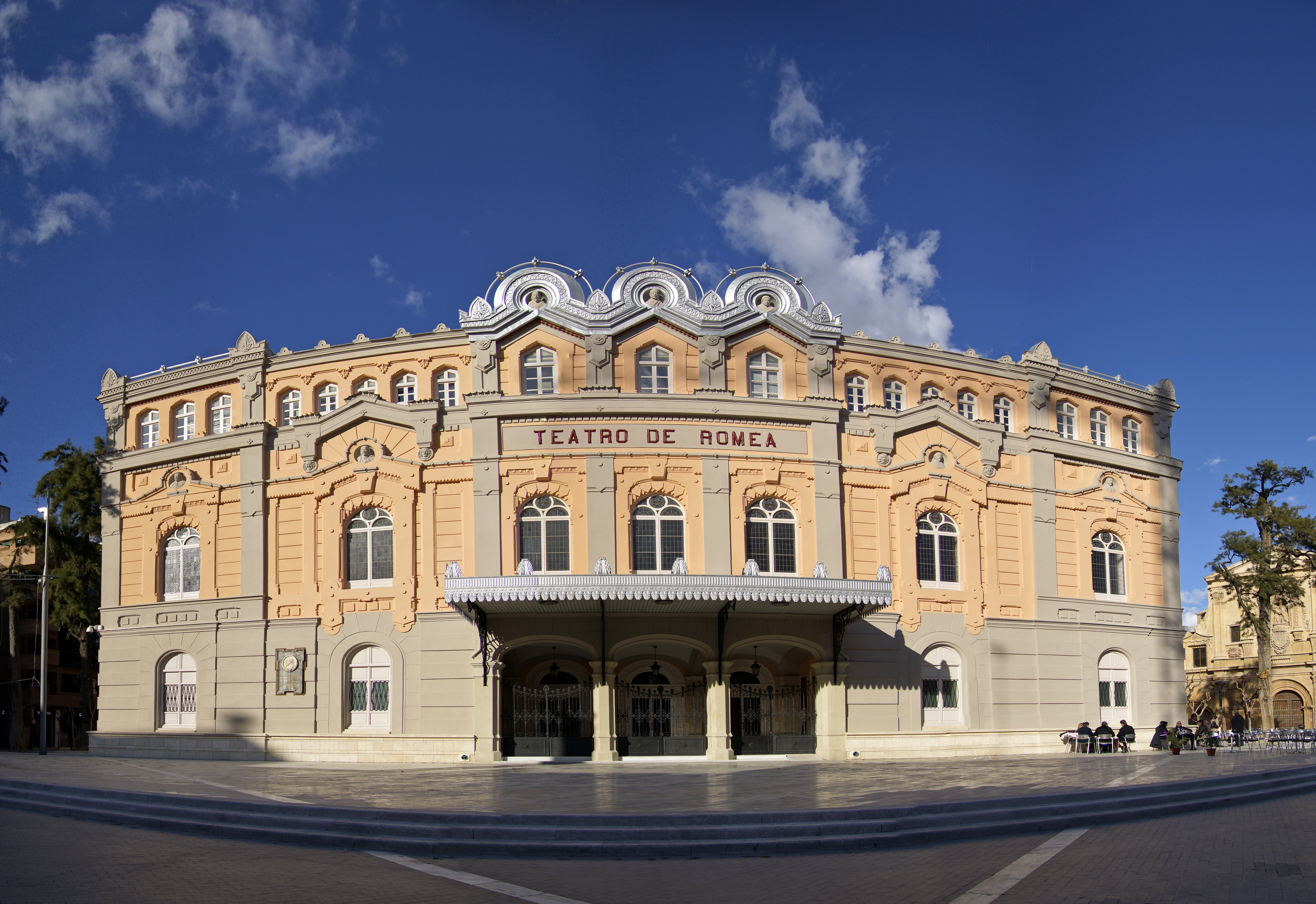
Teatro de Romea

Die Billard-Artistique-Europameisterschaft 1962 war das 14. Turnier in dieser Disziplin des Karambolagebillards und fand vom 11. bis zum 14. April 1962 in Murcia statt.

## Modus
Gespielt wurden 76 verschiedene Figuren mit verschiedenen Punktewertungen. Jeder Teilnehmer hatte pro Figur drei Versuche. Die maximale Punktzahl betrug 500 Punkte.

Gewertet wurde wie folgt:
1. Punkte = Erzielte Punkte
2. Versuche = Anzahl der gespielten Versuche
3. gelöste Figuren = gelöste Figuren
4. HS = Punkte der nacheinander gelösten Figuren
5. % = Prozentual gelöste Figuren

## Abschlusstabelle
| Platz                        | Name               | Punkte | Versuche | gel. Figuren | HS | %       |
| ---------------------------- | ------------------ | ------ | -------- | ------------ | -- | ------- |
| 1                            | Raymond Steylaerts | 242    | 183      | 38           | 35 | 48,40 % |
| 2                            | Guy Lachmann       | 203    | 191      | 31           | 26 | 40,60 % |
| 3                            | Francisco Munte    | 202    | 194      | 32           | 37 | 40,40 % |
| 4                            | Emdy Mascolo       | 175    | 195      | 30           | 20 | 35,00 % |
| 5                            | Claudio Nadal      | 173    | 194      | 31           | 33 | 34,60 % |
| 6                            | Laurent Boulanger  | 170    | 198      | 29           | 21 | 34,00 % |
| 7                            | Raymond Jublot     | 142    | 202      | 23           | 21 | 28,40 % |
| 8                            | August Tiedtke     | 87     | 213      | 16           | 17 | 17,40 % |
| 9                            | Juan Font          | 85     | 211      | 15           | 17 | 17,00 % |
| Turnierdurchschnitt: 32,86 % |                    |        |          |              |    |         |